# Dug's Special Mission
Dug's Special Mission (Brasil: A Missão Especial do Dug / Portugal: A Missão Especial de Dug) é um curta animado baseado no filme Up.

## História
A História conta como Dug encontra Carl e Russell.Dug é recrutado para sua missão especial e ele está muito feliz (afinal, é o seu aniversário) e os cachorros, como sabem que Dug sempre perde a ave, o distraem.Mandam ele fazer coisas muito estranhas, só que essas coisas causam mais danos aos cachorros. Aí ele foge e sem querer acaba encontrando Carl e Russell.

## Premiações
| Oscar         | Nenhum |
| Annie Award   | Nenhum |
| Grammy Award  | Nenhum |
| Globo de Ouro | Nenhum |
| Outros        | Nenhum |